# Rubén Blanco
Rubén Blanco Veiga (ur. 25 lipca 1995 w Mos) – hiszpański piłkarz występujący na pozycji bramkarza we francuskim klubie Olympique Marsylia, do którego jest wypożyczony z Celty Vigo.